# مومباروچیو
مومباروچیو (به ایتالیایی: Mombaroccio) یک کومونه در ایتالیا است که در استان پزارو و اوربینو واقع شده‌است.

## خصوصیات
مومباروچیو ۲۸٫۲ کیلومترمربع مساحت و ۲٬۱۵۳ نفر جمعیت دارد و ۳۲۱ متر بالاتر از سطح دریا واقع شده‌است.